# Treize-Vents
 Treize-Vents  es una población y comuna francesa, en la región de Países del Loira, departamento de Vendée, en el distrito de La Roche-sur-Yon y cantón de Mortagne-sur-Sèvre.

## Demografía
| 838 | 857 | 892 | 959 | 1024 | 956 |
| Para los censos de 1962 a 1999 la población legal corresponde a la población sin duplicidades (Fuente: INSEE [Consultar]) |     |     |     |      |     |